# Campo Santo (Argentina)

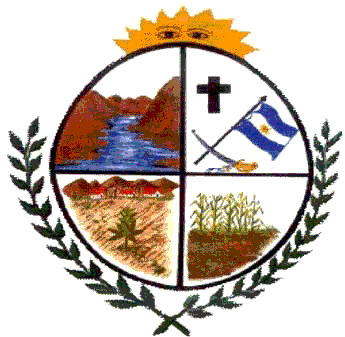
Imagem da prefeitura

Campo Santo é um município da Argentina localizado no departamento de General Güemes, província de Salta.